# Liste des lieux patrimoniaux du comté de Lanark
Cet article recense les lieux patrimoniaux du comté de Lanark inscrits au répertoire des lieux patrimoniaux du Canada, qu'ils soient de niveau provincial, fédéral ou municipal.

## Liste
| [ 1 ] | Lieu patrimonial                                  | Illustration                                      | Municipalité                                                            | Adresse                         | Coordonnées      | No    | Constr. | Prot.                                    | Rec. | Notes |
| ----- | ------------------------------------------------- | ------------------------------------------------- | ----------------------------------------------------------------------- | ------------------------------- | ---------------- | ----- | ------- | ---------------------------------------- | ---- | ----- |
| F     | Ancienne gare ferroviaire du Canadien Pacifique   | Téléverser                                        | Carleton Place                                                          | 110 Miguel Street               | 45.136 -76.135   | 6700  | 1922    | GFP                                      | 1991 |       |
| M     | Carleton Place Town Hall                          | Carleton Place Town Hall                          | Carleton Place                                                          | 175, Bridge Street              | 45.2333 -75.75   | 9810  | 1897    | Municipal Heritage Designation (Part IV) | 1978 |       |
| M     | Victoria School Museum                            | Téléverser                                        | Carleton Place                                                          | 267, Edmund Street              | 45.1433 -76.147  | 7576  | 1872    | Municipal Heritage Designation (Part IV) | 1978 |       |
| M     | Mary Jane Willson House                           | Téléverser                                        | Drummond/North Elmsley (en)                                             | 6570, Highway 43                | 44.9056 -76.2136 | 8426  |         | Municipal Heritage Designation (Part IV) | 1984 |       |
| M     | McKinley House                                    | McKinley House                                    | Drummond/North Elmsley (en)                                             | 2125, Scotch Line Road          | 44.8854 -76.2513 | 8466  | 1849    | Municipal Heritage Designation (Part IV) | 1983 |       |
| P     | Mckinley House                                    | Mckinley House                                    | Drummond/North Elmsley (en)                                             | 2125, Scotch Line County Road 4 | 44.8854 -76.2513 | 10515 | 1849    | Ontario Heritage Foundation Easement     | 1984 |       |
| M     | Port Elmsley School                               | Téléverser                                        | Drummond/North Elmsley (en)                                             | 4962, Highway 43                | 44.8918 -76.112  | 8434  | 1873    | Municipal Heritage Designation (Part IV) | 1989 |       |
| F     | Résidence du maître-éclusier                      | Téléverser                                        | Drummond/North Elmsley (en)                                             | Écluse de Lower Beveridges      | 44.8749 -76.1395 | 10917 | 1883    | ÉFP reconnu                              | 1992 | [ 3 ] |
| F     | Canal Rideau                                      | Canal Rideau                                      | Drummond/North Elmsley (en) Montague (en) Perth Smiths Falls Tay Valley |                                 | 44.897 -76.0208  | 5727  | 1837    | LHN                                      | 1925 | [ 4 ] |
| P     | Almonte Post Office                               | Almonte Post Office                               | Mississippi Mills                                                       | 73, Mill Street                 | 45.2255 -76.1953 | 7428  | 1891    | Ontario Heritage Foundation Easement     | 1985 |       |
| F     | Ancien bureau de poste d'Almonte                  | Ancien bureau de poste d'Almonte                  | Mississippi Mills                                                       | 73 Mill Street                  | 45.2255 -76.1954 | 15041 | 1891    | LHN                                      | 1983 |       |
| P     | Auld Kirk                                         | Auld Kirk                                         | Mississippi Mills                                                       | County Road 16                  | 45.2118 -76.2182 | 9943  | 1836    | Ontario Heritage Foundation Easement     | 1982 |       |
| F     | Filature de laine Rosamond                        | Filature de laine Rosamond                        | Mississippi Mills                                                       | 3 Rosamond Street East          | 45.2333 -76.2    | 7864  |         | LHN                                      | 1986 |       |
| P     | Mississippi Valley Textile Mill                   | Mississippi Valley Textile Mill                   | Mississippi Mills                                                       | 3, Rosamond Street East         | 45.2277 -76.2008 | 8881  | 1866    | Ontario Heritage Foundation Easement     | 1989 |       |
| P     | Naismith House                                    | Téléverser                                        | Mississippi Mills                                                       | 4968, County Road 29            | 45.2422 -76.2313 | 8186  | 1850    | Ontario Heritage Foundation Easement     | 1992 |       |
| F     | Résidence fortifiée du maître-éclusier            | Résidence fortifiée du maître-éclusier            | Montague (en)                                                           | Écluse de Kilmarnock            | 44.884 -75.9305  | 10875 | 1841    | ÉFP reconnu                              | 1992 | [ 3 ] |
| M     | 10 Market Square                                  | 10 Market Square                                  | Perth                                                                   | 10, Market Square               | 44.8987 -76.2495 | 7296  |         | Municipal Heritage Designation (Part IV) | 1984 |       |
| M     | Barker-Wilson House                               | Barker-Wilson House                               | Perth                                                                   | 31, Foster Street               | 44.902 -76.2498  | 8351  | 1865    | Municipal Heritage Designation (Part IV) | 1986 |       |
| M     | Brooke-Matthews Building                          | Brooke-Matthews Building                          | Perth                                                                   | 51, Gore Street East            | 44.9001 -76.2495 | 8352  | 1846    | Municipal Heritage Designation (Part IV) | 1979 |       |
| M     | Daly Reid Building                                | Daly Reid Building                                | Perth                                                                   | 13, Gore Street West            | 44.9021 -76.252  | 8349  |         | Municipal Heritage Designation (Part IV) | 2001 |       |
| M     | The Doctor's House                                | The Doctor's House                                | Perth                                                                   | 22, Wilson Street West          | 44.9008 -76.2531 | 8472  |         | Municipal Heritage Designation (Part IV) | 1986 |       |
| M     | Haggart House                                     | Haggart House                                     | Perth                                                                   | 41, Mill Street                 | 44.8972 -76.2518 | 8506  | 1837    | Municipal Heritage Designation (Part IV) | 1984 |       |
| M     | Hope Building                                     | Téléverser                                        | Perth                                                                   | 69, Foster Street               | 44.901 -76.2518  | 8514  | 1886    | Municipal Heritage Designation (Part IV) | 1983 |       |
| F     | Hôtel de ville de Perth                           | Hôtel de ville de Perth                           | Perth                                                                   | 80 Gore Street West             | 44.8992 -76.2488 | 7541  | 1864    | LHN                                      | 1984 |       |
| P     | Inge-Va                                           | Inge-Va                                           | Perth                                                                   | 66, Craig Street                | 44.8963 -76.2471 | 8178  | 1824    | Ontario Heritage Foundation Property     | 1974 |       |
| M     | Jean O'Donnell House                              | Jean O'Donnell House                              | Perth                                                                   | 37, Herriott Street             | 44.9013 -76.2496 | 8515  | 1860    | Municipal Heritage Designation (Part IV) | 1982 |       |
| M     | Katherine Stephen Home                            | Katherine Stephen Home                            | Perth                                                                   | 43 North Street                 | 44.9016 -76.2521 | 17322 | 1863    | Municipal Heritage Designation (Part IV) | 1984 |       |
| M     | Kellock Block                                     | Kellock Block                                     | Perth                                                                   | 39, Gore Street East            | 44.9004 -76.2499 | 8570  | 1848    | Municipal Heritage Designation (Part IV) | 1984 |       |
| F     | Maison Matheson                                   | Téléverser                                        | Perth                                                                   | 11 Gore Street East             | 44.901 -76.2507  | 11553 | 1840    | LHN                                      | 1966 |       |
| F     | Maison McMartin                                   | Maison McMartin                                   | Perth                                                                   | 125 Gore Street                 | 44.8982 -76.2469 | 7539  | 1830    | LHN                                      | 1972 |       |
| M     | Maple Drop Building                               | Maple Drop Building                               | Perth                                                                   | 2, Wilson Street East           | 44.8994 -76.2513 | 8425  | 1884    | Municipal Heritage Designation (Part IV) | 1982 |       |
| M     | Matheson House                                    | Téléverser                                        | Perth                                                                   | 11 Gore Street East             | 44.9011 -76.2503 | 5608  | 1840    | Municipal Heritage Designation (Part IV) | 1982 |       |
| P     | Matthews Building                                 | Matthews Building                                 | Perth                                                                   | 51, Gore Street East            | 44.9001 -76.2495 | 8872  | 1846    | Ontario Heritage Foundation Easement     | 1980 |       |
| P     | McMartin House                                    | McMartin House                                    | Perth                                                                   | 125, Gore Street                | 44.8981 -76.2469 | 9322  | 1830    | Ontario Heritage Foundation Property     | 1972 |       |
| M     | McMillan Building                                 | McMillan Building                                 | Perth                                                                   | 77, Gore Street East            | 44.8994 -76.2487 | 8467  | 1907    | Municipal Heritage Designation (Part IV) | 1981 |       |
| M     | The Old Fire Hall                                 | The Old Fire Hall                                 | Perth                                                                   | 34, Herriott Street             | 44.9005 -76.2496 | 8473  | 1855    | Municipal Heritage Designation (Part IV) | 1982 |       |
| M     | Perkins Building                                  | Perkins Building                                  | Perth                                                                   | 2, Wilson Street West           | 44.9004 -76.2525 | 8430  | 1947    | Municipal Heritage Designation (Part IV) | 2002 |       |
| P     | Perth Library                                     | Téléverser                                        | Perth                                                                   | 77, Gore Street East            | 44.8995 -76.2488 | 8882  | 1907    | Ontario Heritage Foundation Easement     | 1982 |       |
| M     | Riverside Apartments                              | Riverside Apartments                              | Perth                                                                   | 93, Gore Street East            | 44.899 -76.2481  | 8469  |         | Municipal Heritage Designation (Part IV) | 1989 |       |
| M     | Shaw's of Perth                                   | Shaw's of Perth                                   | Perth                                                                   | 1, Gore Street East             | 44.9012 -76.2511 | 8435  | 1840    | Municipal Heritage Designation (Part IV) | 1984 |       |
| M     | Sneyd House                                       | Sneyd House                                       | Perth                                                                   | 44 South Street                 | 44.8932 -76.2389 | 17582 | 1847    | Municipal Heritage Designation (Part IV) | 1984 |       |
| M     | Soong Building                                    | Soong Building                                    | Perth                                                                   | 69, Gore Street East            | 44.8996 -76.2489 | 8470  |         | Municipal Heritage Designation (Part IV) | 2002 |       |
| M     | St. Andrew's Presbyterian Church                  | St. Andrew's Presbyterian Church                  | Perth                                                                   | 1, Drummond Street West         | 44.9022 -76.2498 | 8471  | 1928    | Municipal Heritage Designation (Part IV) | 1992 |       |
| M     | St. George Hotel                                  | St. George Hotel                                  | Perth                                                                   | 15, Harvey Street               | 44.8987 -76.2467 | 8433  | 1830    | Municipal Heritage Designation (Part IV) | 1984 |       |
| M     | St. James the Apostle Anglican Church and Rectory | St. James the Apostle Anglican Church and Rectory | Perth                                                                   | 12, Harvey Street               | 44.8998 -76.2446 | 8479  | 1861    | Municipal Heritage Designation (Part IV) | 1988 |       |
| M     | Waddell House                                     | Waddell House                                     | Perth                                                                   | 61, Drummond Street East        | 44.898 -76.2448  | 8475  | 1883    | Municipal Heritage Designation (Part IV) | 1984 |       |
| F     | Gare du Canadian Northern à Smiths Falls          | Gare du Canadian Northern à Smiths Falls          | Smiths Falls                                                            | 80 Abbot Street                 | 44.8928 -76.026  | 7786  | 1914    | LHN                                      | 1983 |       |
| M     | Heritage House Museum                             | Heritage House Museum                             | Smiths Falls                                                            | 11, Old Slys Road               | 44.8893 -76.0074 | 8518  |         | Municipal Heritage Designation (Part IV) | 1977 |       |
| F     | Pont basculant de Smiths Falls                    | Pont basculant de Smiths Falls                    | Smiths Falls                                                            | Abbot Street                    | 44.8971 -76.0222 | 7867  | 1913    | LHN                                      | 1983 |       |
| M     | The Recreation Centre                             | Téléverser                                        | Smiths Falls                                                            | 79 Beckwith Street North        | 44.9029 -76.0216 | 18594 | 1871    | Municipal Heritage Designation (Part IV) | 1977 |       |
| F     | Résidence fortifiée du maître-éclusier            | Résidence fortifiée du maître-éclusier            | Smiths Falls                                                            | Écluse d'Old Slys               | 44.897 -76.023   | 10918 | 1838    | ÉFP reconnu                              | 1992 | [ 3 ] |
| F     | Résidence fortifiée du maître-éclusier            | Résidence fortifiée du maître-éclusier            | Smiths Falls                                                            | Écluse combinée de Smiths Falls | 44.895 -76.027   | 11005 | 1841    | ÉFP reconnu                              | 1992 | [ 3 ] |
| F     | Usine est                                         | Usine est                                         | Smiths Falls                                                            | 34 Beckwith Street South        | 44.8983 -76.021  | 10345 | 1892    | ÉFP reconnu                              | 1988 |       |
| F     | Usine ouest                                       | Téléverser                                        | Smiths Falls                                                            | 34 Beckwith Street South        | 44.8982 -76.0212 | 10370 | 1855    | ÉFP reconnu                              | 1988 |       |